# Mario César Rodríguez
Mario César Rodríguez Madrid (né le 31 juillet 1975 à Potrerillos au Honduras) est un joueur de football international hondurien, qui évoluait au poste de milieu de terrain.

## Biographie

### Carrière en sélection
Avec l'équipe du Honduras, il a joué 26 matchs (pour un but inscrit) entre 1999 et 2009. Il figure notamment dans le groupe des sélectionnés lors de la Gold Cup de 2007.
Il a également participé à la Copa América de 2001.